# Wilhelm Gastinger
Wilhelm Gastinger (* 10. Oktober 1929 in Rosenheim; † 17. August 2021) war ein deutscher Politiker (CSU).

## Werdegang
Gastinger besuchte die Volksschule und Wirtschaftsaufbauschule in Regensburg und trat in die Finanzverwaltung als Angestellter ein. Nach Ablegen der Prüfungen für den mittleren und gehobenen Dienst in der Bayerischen Finanzverwaltung war er als Steuerrat in einem Veranlagungssachgebiet und als Hauptsachgebietsleiter für Umsatzsteuer am Finanzamt Regensburg tätig.
Ab 1946 war Gastinger in Führungsgremien der Jungen Union und der CSU in Regensburg und der Oberpfalz tätig. Er war Mitglied des Regensburger Stadtrats und Vorsitzender der CSU-Stadtratsfraktion. Von 1970 bis 1986 war er Mitglied des Bayerischen Landtags.

## Ehrungen
- 1978: Silberne Bürgermedaille der Stadt Regensburg
- 1979: Verdienstkreuz am Bande der Bundesrepublik Deutschland
- 1983: Verdienstkreuz 1. Klasse der Bundesrepublik Deutschland
- 1987: Großes Verdienstkreuz der Bundesrepublik Deutschland
- 1989: Goldene Bürgermedaille der Stadt Regensburg
- Bayerischer Verdienstorden